# إيمان سعود
إيمان سعود (من مواليد 6 يونيو 2002 في مدينة الدار البيضاء) هي لاعبة كرة قدم مغربية تلعب في مركز خط الوسط كما يمكنها اللعب في الهجوم مع نادي سيرفيت شينواز لكرة القدم للسيدات ومنتخب المغرب لكرة القدم للسيدات.

## مشوارها الاحترافي

### مشوارها مع الأندية
لعبت سعود في نادي فيندنهايم في فرنسا ولعبت أيضًا في نادي بازل في سويسرا. بينما تنشط حالياً مع نادي سيرفيت شينواز لكرة القدم للسيدات.

#### مع نادي بازل
خلال الموسمين اللذين قضتهما مع نادي بازل، لعبت 44 مباراة وسجلت 10 أهداف. ·  · 
أعلنت في 25 يونيو 2022 عبر صفحاتها في مواقع التواصل الاجتماعي أنها ستغادر نادي بازل. لكنها ستبقى في سويسرا حيث ستنتقل لنادي سيرفيت شينواز في 2 أغسطس 2022. وهكذا تنضم إلى زميلتها في المنتخب المغربي إيلودي نقاش.

#### مع نادي سيرفيت شينواز (2022–)
سجلت هدفها الأول في أول مباراة لها مع سيرفيتين في مباراة ودية في 3 أغسطس 2022 ضد نادي أولمبيك ليون.
في 18 أغسطس 2022، لعبت أول مباراة رسمية لها في الدور التمهيدي لدوري أبطال أوروبا عندما دخلت في الدقيقة 56 في مباراة ضد نادي باريس.
بضعة أيام بعد ذلك وبالضبط في 21 أغسطس 2022 تم اختيارها في التشكيلة الرسمية من طرف المدرب إريك سيفيراك. لمباراة الدور الثالث من الدوري التمهيدي الأول لدوري أبطال أوروبا، ضد نادي غلاسكو سيتي حيث لعبت جميع دقائق المباراة.
في مباراتها الأولى في الدوري يوم 27 أغسطس 2022، قدمت تمريرتين حاسمتين ضد إيفردون سبورت.
في 1 أكتوبر 2022، قامت بتمريرة حاسمة لزميلتها في الفريق مايفا كليمارون ضد نادي بازل، ناديها السابق، في الجولة الخامسة من الدوري.
سجلت هدفها الأول في الدوري مع غريناتس في 5 نوفمبر 2022 عندما افتتحت التسجيل ضد يونغ بويز في الجولة الثامنة. فاز سيرفيت على أرضه بنتيجة 3-0، وبذلك سجل فوزه الثامن في 8 مباريات.
في 4 مارس 2023، لم تسجل لكنها تسببت في ركلة جزاء لصالح نادي رابرزويل جونا. يسود سيرفيتين على أرض الأخير (4-0).

### مشوارها مع المنتخبات
قبل اختيارها لتمثيل المنتخب المغربي، بدأت إيمان سعود مشوارها الدولي مع منتخب فرنسا للشباب حيث شاركت معه في تصفيات كأس الأمم الأوروبية للسيدات أقل من 17 سنة عام 2019.
في فبراير 2021، تلقت أول استدعاء للانضمام للمنتخب المغربي للتدريب في مركز محمد السادس بالمعمورة.
ظهرت إيمان سعود لأول مرة مع المنتخب المغربي في 10 يونيو 2021، في مباراة ودية (3-0) في الرباط ضد منتخب مالي. خلال هذا التجمع، سجلت هدفها الدولي الأول.
في 3 أكتوبر 2021، أعلنت على شبكات التواصل الاجتماعي الخاصة بها أنها بالتأكيد تختار المغرب.

#### كأس الأمم الأفريقية 2022 ورحلة المغرب التاريخية
إيمان سعود هي واحدة من 26 لاعباً اختارهم رينالد بيدروس الذين للمشاركة في كأس الأمم الإفريقية 2022 بالمغرب والتي حقق خلالها المنتخب المغربي رحلة غير مسبوقة، حيث نجح المغرب في عبور الدور الأول من كأس إفريقيا للأمم والوصول إلى النهائي.
بالإضافة إلى ذلك، كان خلال هذه النسخة تأهل المنتخب المغربي لكأس العالم لكرة القدم للسيدات بالفوز على بوتسوانا في ربع النهائي.
حامل اللقب مرتين، لعب ثلاث مباريات من دور المجموعات وكذلك المباراة النهائية التي خسرها أمام جنوب إفريقيا (2-1).
في إطار الاستعدادات كأس العالم للسيدات 2023، تم اختيار سعود من قبل رينالد بيدروس للمشاركة في تدريب داخلي في قادش (إسبانيا) في أكتوبر 2022 حيث واجه المغرب فرقًا من بولندا وكندا. حضرت سعود في كل من المباراتين الودية التي خسرها المغرب (4-0).

## الإنجازات
- بطولة مالطا الدولية:
  - الفائز: 2022
- كأس الأمم الإفريقية للسيدات:
  -  نهائي: 2022

## روابط خارجية
- إيمان سعود على موقع قاعدة بيانات كرة القدم.إي يو (الإنجليزية)
- إيمان سعود على موقع Soccerway.com (الإنجليزية)